# Sala de senhoras
A sala das senhoras era um cômodo reservado para as mulheres se reunirem para socializar. Segundo os costumes do século XIX, as mulheres não podiam participar de assuntos sobre políticas e negócios, que eram assuntos considerados exclusivamente masculinos. A sala das senhoras existia em residências de nobres e em prédios públicos, como bibliotecas e estações de trem.
Nas bibliotecas, as salas das senhoras eram reservadas às mulheres para pesquisar e estudar assuntos domésticos e de relacionamentos.
Nas residências de famílias nobres, as mulheres costumavam, após o jantar, se reunir na sala das senhoras para conversar, bordar, costurar, escutar música e jogar cartas.